# Thompson Peaks
Thompson Peaks är en bergstopp i Antarktis. Den ligger i Östantarktis. Nya Zeeland gör anspråk på området. Toppen på Thompson Peaks är 2 807 meter över havet, eller 200 meter över den omgivande terrängen. Bredden vid basen är 1,5 km.
Terrängen runt Thompson Peaks är varierad. Trakten är obefolkad. Det finns inga samhällen i närheten. 